# Metanefrina
La metanefrina (metadrenalina) es un metabolito de la epinefrina (adrenalina) producido por la acción de la enzima catecol-O-metiltransferasa sobre la epinefrina. Un artículo en el Journal of the American Medical Association, del año 2002, indicaba que la medición de los niveles de metanefrinas libres en el plasma es la mejor herramienta para el diagnóstico del feocromocitoma, una neoplasia de la médula adrenal.
Los valores normales de la metanefrina son de 0-2 microgramos en 24 horas, y su elevación puede deberse a un feocromocitoma, neuroblastoma o la toma de algunos fármacos como cafeína, fenotiazina; dicha elevación también puede ser causada por el estrés.